# Fifpro
Fifpro (franska: Fédération Internationale des Associations de Footballeurs Professionnels, engelska: International Federation of Professional Footballers (FIFPro)) är en internationell facklig organisation som representerar professionella fotbollsspelare.

## Medlemmar
Lista över fullvärdiga medlemmar med fackföreningens förkortning och namn. Fifpro, olikt Fifa, delar upp de olika fackföreningarna i fyra geografiska områden; Afrika, Amerika som innefattar Nordamerika och Sydamerika samt Västindien, Asien och Oceanien i en grupp, samt Europa.
Afrika (11 medlemmar)
- Botswana (FUB: Footballers Union Botswana)
- Egypten (EPFA: Egyptian Professional Footballersí Association)
- Elfenbenskusten (AFI: Association Des Footballeurs Ivoiriens)
- Gabon (ANFPG: Association Nationale Des Footballeurs Professionnels Du Gabon)
- Ghana (PFAG: Professional Footballers Association Of Ghana)
- Kamerun (SYNAFOC: Syndicat National des Footballeurs Camerounais)
- Kenya (KEFWA: Kenya Footballers Welfare Association)
- Kongo-Kinshasa (UFC: Union Des Footballeurs Congolais)
- Marocko (UMFP: Union Marocaine des Footballeurs Professionnels)
- Sydafrika (SAFPU: South African Football Players Union)
- Zimbabwe (FUZ: Footballers Union Of Zimbabwe)

Amerika (15 medlemmar)
- Argentina (FAA: Futbolistas Argentinos Agremiados)
- Bolivia (FABOL: Futbolistas Agremiados De Bolivia)
- Chile (SIFUP: Sindicato Futbolistas Profesionales De Chile)
- Colombia (ACOLFUTPRO: Asociacion Colombiana De Futbolistas Profesionales)
- Costa Rica (ASOJUPRO: Asociacion De Jugadores Profesionales)
- Ecuador (AFE: Asociación de Futbolistas del Ecuador)
- Guatemala (AFG: Asociación de Futbolistas Guatemaltecos)
- Honduras (AFHO: Asociación de Futbolistas de Honduras)
- Mexiko (AMFpro: Asociación Mexicana de Futbolistas)
- Panama (AFUTPA: Asociación de Futbolistas de Panama)
- Paraguay (FAP: Futbolistas Asociados Del Paraguay)
- Peru (SAFAP: Agremiación de Futbolistas Profesionales del Perú)
- Uruguay (MUFP: Mutual Uruguaya De Futbolistas Profesionales)
- USA (MLSPU: Major League Soccer Players Union)
- Venezuela (AUFPV: Asociación Única de Futbolistas Profesionales de Venezuela)

Asien och Oceanien (8 medlemmar)
- Australien (PFA: Professional Footballers Australia)
- Indien (FPAI: Football Players' Association Of India)
- Indonesien (APPI: Asosiasi Pemain Sepakbola Profesional Indonesia)
- Japan (JPFA: Japan Pro-footballers Association)
- Malaysia (PFAM: Professional Footballers' Association Of Malaysia)
- Nya Zeeland (NZPFA: New Zealand Professional Footballers' Association)
- Qatar (QPA: Qatar Players Association)
- Sydkorea (KPFA: Korea Pro-Footballer's Association)

Europa (31 medlemmar)
- Belgien (SPORTA: Sporta ACV)
- Bulgarien (ABF: Association Of Bulgarian Footballers)
- Cypern (PASP: Pancyprian Footballers Association)
- Danmark (Spillerforeningen)
- England (PFA: Professional Footballers Association)
- Finland (JPY: Jalkapallon Pelaajayhdistys RY)
- Frankrike (UNFP: Union Nationale des Footballeurs Professionnels)
- Grekland (PSAP: Panhellenic Professional Football Players Association)
- Irland (PFAI: Professional Footballers' Association Of Ireland)
- Israel (IFPO: The New Israeli Football Players Association)
- Italien (AIC: Associazone Italiana Calciatori)
- Kroatien (HUNS: Hrvatska Udruga Nogometni Sindikat)
- Malta (MFPA: Malta Football Players Association)
- Montenegro (SPFCG: Sindikat Profesionalnih Fudbalera Crne Gore )
- Nederländerna (VVCS: Vereniging Van Contractspelers)
- Nordmakedonien (SFM: Sindikat Na Fudbaleri Na Makedonija)
- Norge (NISO: Norske Idrettsutøveres Sentralorganisasjon)
- Polen (PZP: Polski Zwiazek Pilkarzy)
- Portugal (SJPF: Sindicato Dos Jogadores Profissionais De Futebol)
- Rumänien (AFAN: Asociatia Fotbalistilor Amatori Si Nonamatori)
- Schweiz (SAFP: Swiss Association Of Football Players)
- Serbien (SPFN: Sindikat Profesionalnih Fudbalera Nezavsinost)
- Skottland (PFA: Professional Footballers Association Scotland)
- Slovenien (SPINS: Sindikat profesionalnih igralcev nogometa Slovenije)
- Spanien (AFE: Asociación De Futbolistas Españoles)
- Sverige (SFS: Spelarföreningen Fotboll I Sverige)
- Tjeckien (CAFH: Czech Association of Football Players)
- Turkiet (TPFD: Turkish Professional Footballers Association)
- Ukraina (APFU: All-Ukrainian Association of Professional Football Players)
- Ungern (HLSZ: Hivatásos Labdarúgók Szervezete)
- Österrike (VDF: Vereinigung Der Fussballer)

## Fifa Fifpro World XI
Fifa Fifpro World XI är en utmärkelse som delas ut till de bästa spelarna under en säsong.
| Säsong | Målvakt                          | Försvarare | Mittfältare                                                                                                   | Anfallare                                                                                              |
| ------ | -------------------------------- | --- | --- | --- |
| 2005   | Dida (Milan)                     | Paolo Maldini (Milan) Alessandro Nesta (Milan) John Terry (Chelsea) Cafu (Milan)                                                       | Ronaldinho (Barcelona) Claude Makélélé (Chelsea) Frank Lampard (Chelsea) Zinedine Zidane (Real Madrid)        | Samuel Eto'o (Barcelona) Andrij Sjevtjenko (Milan)                                                     |
| 2006   | Gianluigi Buffon (Juventus)      | Lilian Thuram (Juventus/Barcelona) John Terry (Chelsea) Fabio Cannavaro (Juventus/Real Madrid) Gianluca Zambrotta (Juventus/Barcelona) | Andrea Pirlo (Milan) Kaká (Milan) Zinedine Zidane (Real Madrid)                                               | Samuel Etoo (Barcelona) Thierry Henry (Arsenal) Ronaldinho (Barcelona)                                 |
| 2007   | Gianluigi Buffon (Juventus)      | Alessandro Nesta (Milan) John Terry (Chelsea) Fabio Cannavaro (Real Madrid) Carles Puyol (Barcelona)                                   | Cristiano Ronaldo (Manchester United) Kaká (Milan) Steven Gerrard (Liverpool)                                 | Lionel Messi (Barcelona) Didier Drogba (Chelsea) Ronaldinho (Barcelona)                                |
| 2008   | Iker Casillas (Real Madrid)      | John Terry (Chelsea) Rio Ferdinand (Manchester United) Carles Puyol (Barcelona) Sergio Ramos (Real Madrid)                             | Xavi (Barcelona) Steven Gerrard (Liverpool) Kaká (Milan)                                                      | Cristiano Ronaldo (Manchester United) Fernando Torres (Liverpool) Lionel Messi (Barcelona)             |
| 2009   | Iker Casillas (Real Madrid)      | Dani Alves (Barcelona) John Terry (Chelsea) Nemanja Vidić (Manchester United) Patrice Evra (Manchester United)                         | Steven Gerrard (Liverpool) Xavi (Barcelona) Andrés Iniesta (Barcelona)                                        | Cristiano Ronaldo (Manchester United/Real Madrid) Lionel Messi (Barcelona) Fernando Torres (Liverpool) |
| 2010   | Iker Casillas (Real Madrid)      | Maicon (Inter Milan) Lúcio (Inter Milan) Gerard Piqué (Barcelona) Carles Puyol (Barcelona)                                             | Wesley Sneijder (Inter Milan) Xavi (Barcelona) Andrés Iniesta (Barcelona)                                     | Cristiano Ronaldo (Real Madrid) David Villa (Valencia/Barcelona) Lionel Messi (Barcelona)              |
| 2011   | Iker Casillas (Real Madrid)      | Sergio Ramos (Real Madrid) Gerard Piqué (Barcelona) Nemanja Vidić (Manchester United) Dani Alves (Barcelona)                           | Andrés Iniesta (Barcelona) Xavi (Barcelona) Xabi Alonso (Real Madrid)                                         | Lionel Messi (Barcelona) Wayne Rooney (Manchester United) Cristiano Ronaldo (Real Madrid)              |
| 2012   | Iker Casillas (Real Madrid)      | Sergio Ramos (Real Madrid) Marcelo (Real Madrid) Gerard Piqué (Barcelona) Dani Alves (Barcelona)                                       | Xabi Alonso (Real Madrid) Andrés Iniesta (Barcelona) Xavi (Barcelona)                                         | Lionel Messi (Barcelona) Radamel Falcao (Atlético Madrid) Cristiano Ronaldo (Real Madrid)              |
| 2013   | Manuel Neuer (Bayern München)    | Sergio Ramos (Real Madrid) Philipp Lahm (Bayern München) Thiago Silva (Paris SG) Dani Alves (Barcelona)                                | Franck Ribéry (Bayern München) Andrés Iniesta (Barcelona) Xavi (Barcelona)                                    | Lionel Messi (Barcelona) Zlatan Ibrahimović (Paris SG) Cristiano Ronaldo (Real Madrid)                 |
| 2014   | Manuel Neuer (Bayern München)    | David Luiz (Paris SG) Sergio Ramos (Real Madrid) Thiago Silva (Paris SG) Philipp Lahm (Bayern München)                                 | Toni Kroos (Bayern München/Real Madrid) Iniesta (FC Barcelona) Ángel Di María (Real Madrid/Manchester United) | Arjen Robben (Bayern München) Lionel Messi (FC Barcelona) Cristiano Ronaldo (Real Madrid)              |
| 2015   | Manuel Neuer (Bayern München)    | Sergio Ramos (Real Madrid) Marcelo (Real Madrid) Thiago Silva (Paris SG) Dani Alves (Barcelona)                                        | Andrés Iniesta (Barcelona) Luka Modrić (Real Madrid) Paul Pogba (Juventus)                                    | Neymar (Barcelona) Lionel Messi (Barcelona) Cristiano Ronaldo (Real Madrid)                            |
| 2016   | Manuel Neuer (Bayern München)    | Dani Alves (Juventus) Gerard Pique (Barcelona) Sergio Ramos (Real Madrid) Marcelo (Real Madrid)                                        | Luka Modrić (Real Madrid) Toni Kroos (Real Madrid) Andres Iniesta (Barcelona)                                 | Lionel Messi (Barcelona) Luis Suarez (Barcelona) Cristiano Ronaldo (Real Madrid)                       |
| 2017   | Gianluigi Buffon (Juventus)      | Dani Alves (Juventus/Paris SG) Leonardo Bonucci (Juventus/Milan) Sergio Ramos (Real Madrid) Marcelo (Real Madrid)                      | Luka Modrić (Real Madrid) Toni Kroos (Real Madrid) Andres Iniesta (Barcelona)                                 | Lionel Messi (Barcelona) Neymar (Barcelona/Paris SG) Cristiano Ronaldo (Real Madrid)                   |
| 2018   | David de Gea (Manchester United) | Dani Alves (Paris SG) Raphaël Varane (Real Madrid) Sergio Ramos (Real Madrid) Marcelo (Real Madrid)                                    | Luka Modrić (Real Madrid) N'Golo Kanté (Chelsea) Eden Hazard (Chelsea)                                        | Lionel Messi (Barcelona) Kylian Mbappé (Paris SG) Cristiano Ronaldo (Real Madrid/Juventus)             |
| 2019   | Alisson (Liverpool)              | Matthijs de Ligt (Ajax/Juventus) Virgil van Dijk (Liverpool) Sergio Ramos (Real Madrid) Marcelo (Real Madrid)                          | Luka Modrić (Real Madrid) Frenkie de Jong (Ajax/Barcelona) Eden Hazard (Chelsea/Real Madrid)                  | Lionel Messi (Barcelona) Kylian Mbappé (Paris SG) Cristiano Ronaldo (Juventus)                         |